# Damenkränzchen

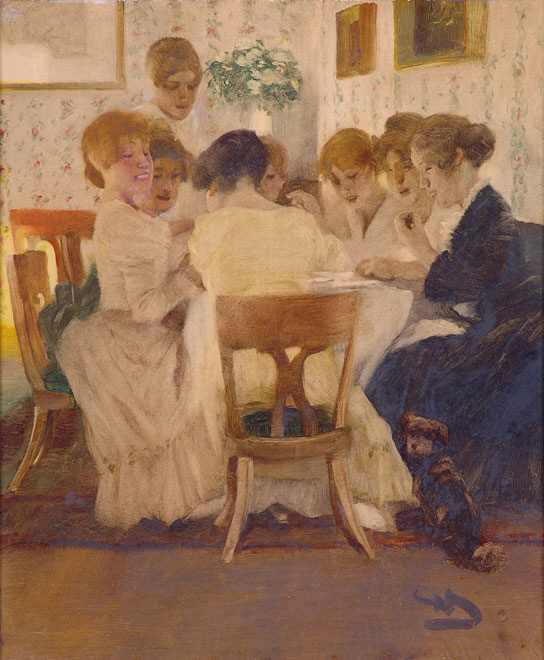
Kaffeekränzchen (Wilhelm Schreuer, 1866–1933)

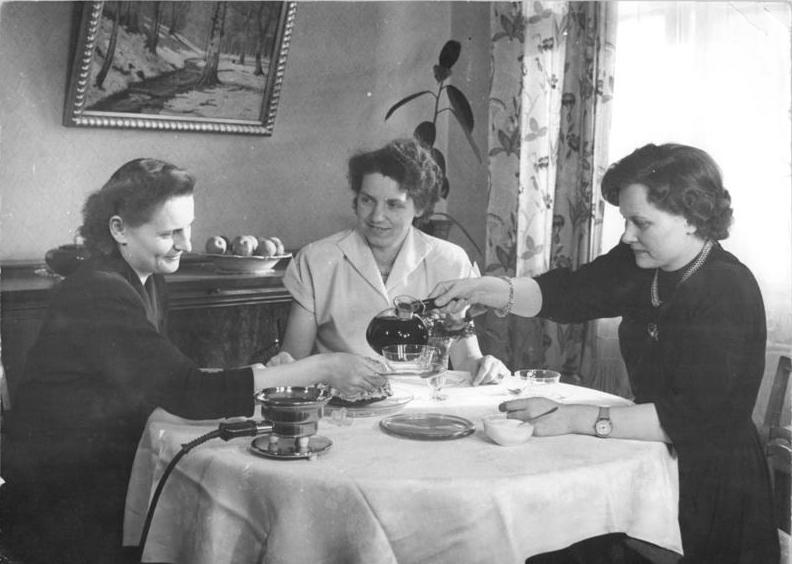
Kaffeekränzchen in der DDR (1955)

Damenkränzchen (bzw. Frauenkränzchen oder im Anklang an den Männer- bzw. Herrenstammtisch, auch Frauenstammtisch, verwandt auch mit Kaffeekränzchen oder bei Studenten ebenso Kränzchen) ist eine auf im Wesentlichen sozial gleichgestellte Frauen beschränkte Zusammenkunft zum Austausch am Nachmittag oder Abend. Analog dazu gibt es heute auch Damen- bzw. Frauenfrühstück und -brunch für Treffen in der Früh bzw. am Vormittag.
Bei Damenkränzchen mit ausschließlicher Beteiligung von Jungfrauen, sprich nie verheirateten Frauen gehobeneren Alters, wird mit leicht boshaftem Unterton auch von Jungfernkränzchen gesprochen, ein Wortspiel zu dem aus Myrten geflochtenen Haarkranz.

## Geschichte
Historisch ist ein Damenkränzchen ein Brauch des deutschen Bürgertums, dessen männliches Gegenstück der (aushäusige) Stammtisch war und auch noch ist bzw. (in Bezug auf das zur Frauendomäne entwickelte Kaffeekränzchen) das anfänglich von Männern dominierte Kaffeehaus. Vorläufer des Damenkränzchens gab es bereits im 17. Jahrhundert.
Nicht selten wird das Damenkränzchen als Phänomen der bürgerlichen Frauen- und Mädchenbewegung gesehen. In diesem Zusammenhang steht auch die illustrierte Mädchenzeitung Das Kränzchen (1888/89–1933/34).
Dagegen hat sich vor allem in der katholischen Jugendbewegung seit Mitte des 19. Jahrhunderts der Jungfernkranz als Synonym für die Bundestreffen der Mädchen herausgebildet.
Der Name leitet sich ab vom (Königs-)Kranz, den die Sieger beim Pfingstschießen erhielten und die damit gleichzeitig verpflichtet wurden, das jeweils nächste Fest abzuhalten. Dementsprechend setzte sich in der Zeit vom 16. bis zum 17. Jahrhundert der Begriff Kränzchen für alle Arten (kleinerer) Zusammentreffen durch, bei denen sich die Mitglieder verpflichteten, der Reihe nach das jeweils nächste Treffen auszurichten.
Im englischsprachigen Raum entspricht das Damenkränzchen der tea party.

## Literarische und musikalische Verwendung
- Schon 1862 hat Rudolf Genée den Begriff Frauenkranz zur Darstellung einer Reihe von weiblichen Charakterbildern innerhalb eines Buchs verwandt.
- Jacques Offenbach vertont in Pariser Leben den Reim: Ach! welch’ ein schöner Damen-Kranz! Die Pracht hat mir den Sinn verrückt. Mich fast erdrückt – Paris, wie hast du mich entzückt!?
- In Georg Böttichers Alfanzereien (1899) findet sich ein Tafellied mit folgendem Beginn: Geselligkeit – wie reizend klingt der Name in holder Frauen Kranz – in holder Frauen Kranz!